# Mikasa (1900)
Mikasa (jap. 三笠 Mikasa) – japoński okręt – pancernik (przeddrednot).
Zbudowany w Wielkiej Brytanii (stocznia Vickers w Barrow-in-Furness), stanowił zmodyfikowaną wersję brytyjskiego typu Majestic. Budowa „Mikasy” stała się częścią intensywnych zbrojeń morskich Japonii, związanych z ekspansją na kontynencie azjatyckim. Program rozbudowy floty japońskiej przewidywał budowę 6 pancerników i 6 krążowników pancernych, które musiano zamówić za granicą z powodu dopiero rozwijającego się japońskiego przemysłu stoczniowego. „Mikasa” był ostatnim, a przy tym najnowocześniejszym z zamówionych pancerników. Jego koszt wyniósł 880 000 funtów. Okręt wodowano 8 listopada 1900, oddano do służby 1 marca 1902. W listopadzie 1902 ”Mikasa” stał się okrętem flagowym japońskiej floty.

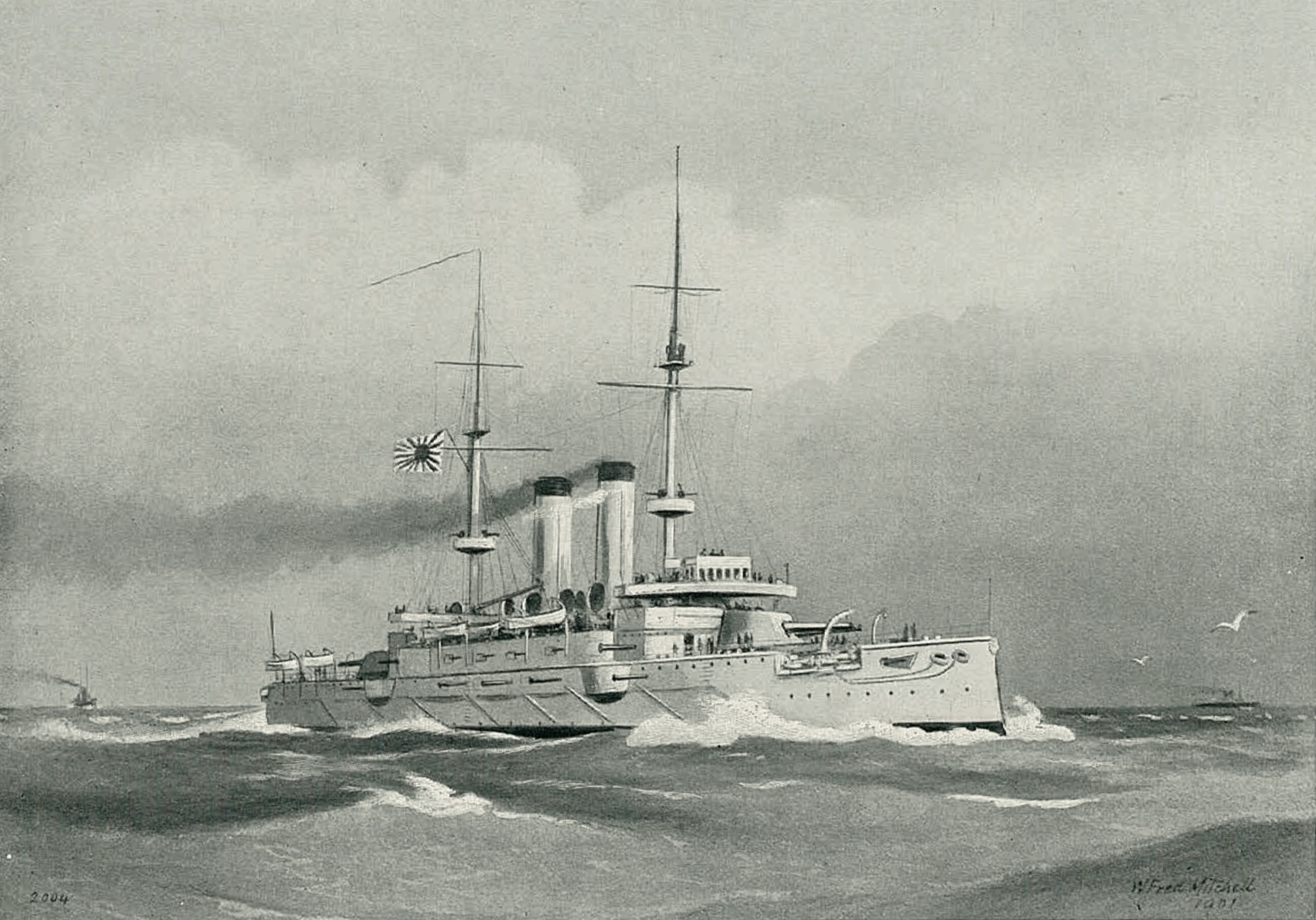
Ilustracja pancernika przedstawiająca okręt w 1901 roku

W tym okresie, „Mikasa” był jednym z najnowocześniejszych i najpotężniejszych pancerników generacji przeddrednotów na świecie. W stosunku do typu Majestic, miał powiększoną wyporność (15 140 ton wobec 14 900), prędkość (18 węzłów wobec 17), wzmocnioną o dwa działa artylerię średnią, a przede wszystkim znacznie odporniejszy pancerz, dzięki zastosowaniu stali pancernej Kruppa zamiast wcześniejszej stali Harveya.

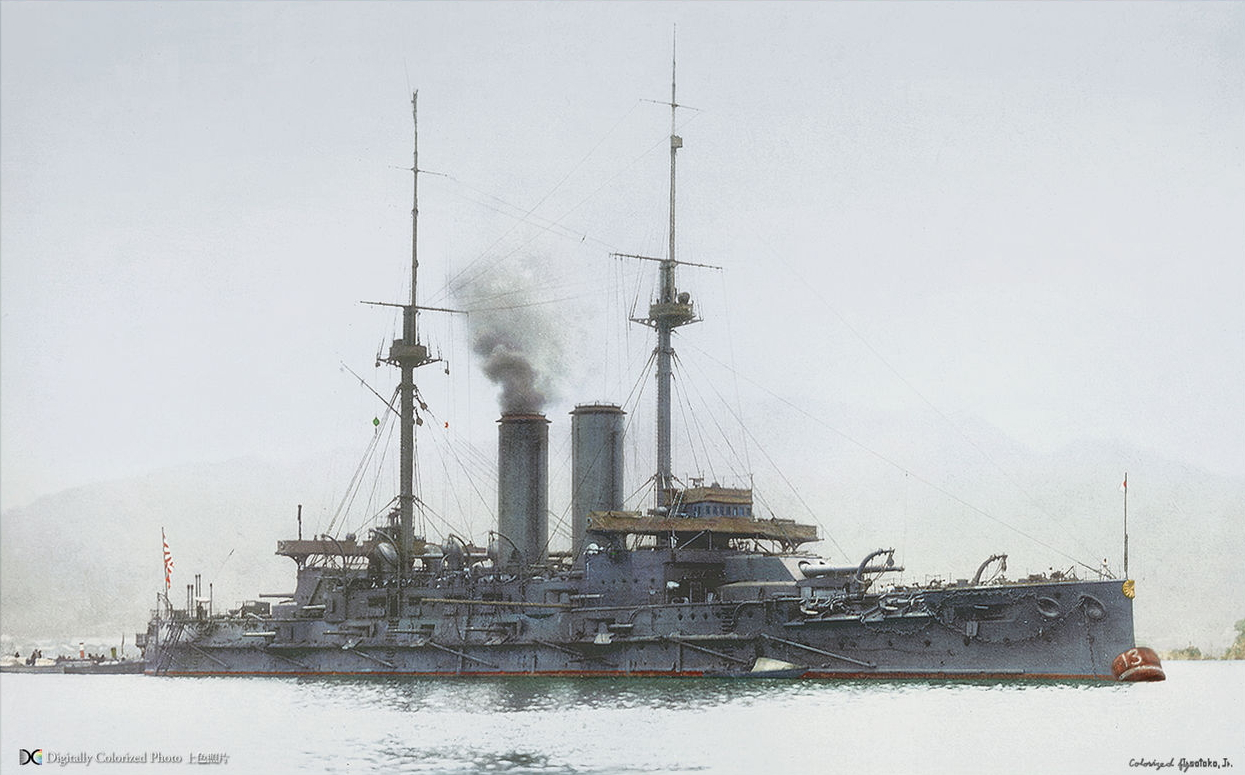
„Mikasa” w Kure w 1905 roku

Okręt brał intensywny udział w wojnie rosyjsko-japońskiej 1904-05, jako okręt flagowy admirała Heihachirō Tōgō – głównodowodzącego japońskiej floty. W pierwszym okresie wojny, okręt uczestniczył w działaniach pod Port Artur. 10 sierpnia 1904 wziął udział w bitwie na Morzu Żółtym z rosyjską flotą, odnosząc niewielkie uszkodzenia (około 20 trafień). Następnie, 27 maja 1905 wziął udział w decydującej bitwie pod Cuszimą, zakończonej całkowitym rozbiciem rosyjskiej II Eskadry Pacyfiku, podczas której również odniósł pewne uszkodzenia (około 30 trafień).

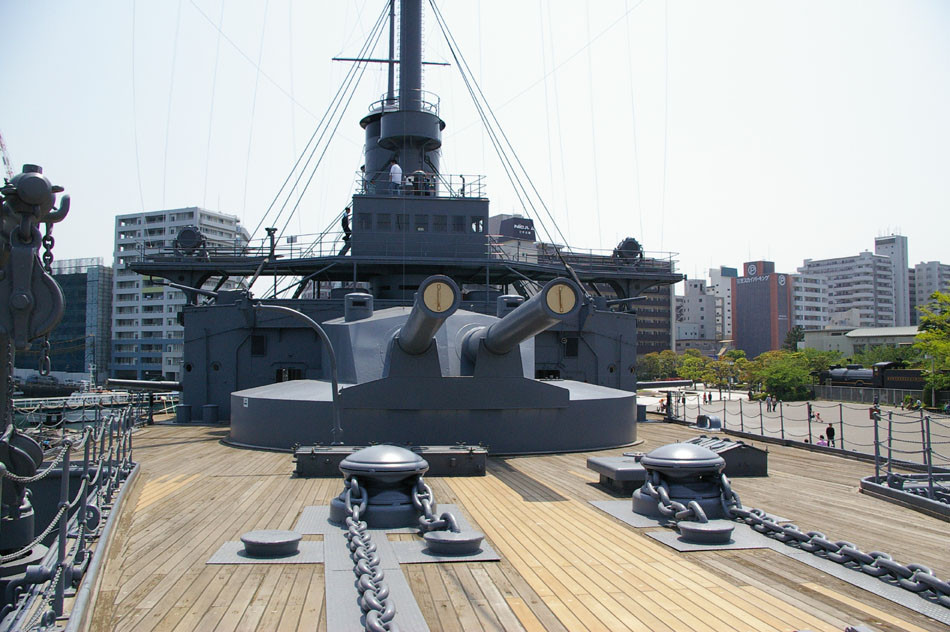
Widok na atrapę dziobowej wieży dział 305 mm

Już po podpisaniu pokoju z Rosją, pancernik zatonął 11 września 1905 w porcie w Sasebo na skutek wybuchu w rufowej komorze amunicyjnej (339 ofiar). W sierpniu 1906 został podniesiony, a następnie wyremontowany i w 1908 przywrócony do służby, lecz szybki rozwój nowych generacji pancerników obniżył jego wartość bojową. 1 września 1921 został przeklasyfikowany na pancernik obrony wybrzeża I klasy. 17 września 1921 uszkodził dno na skałach pod Władywostokiem, po czym skierowany został do remontu. 20 września 1923 został wycofany ze służby. 11 października 1923 okręt został uszkodzony w czasie trzęsienia ziemi w Yokosuce.

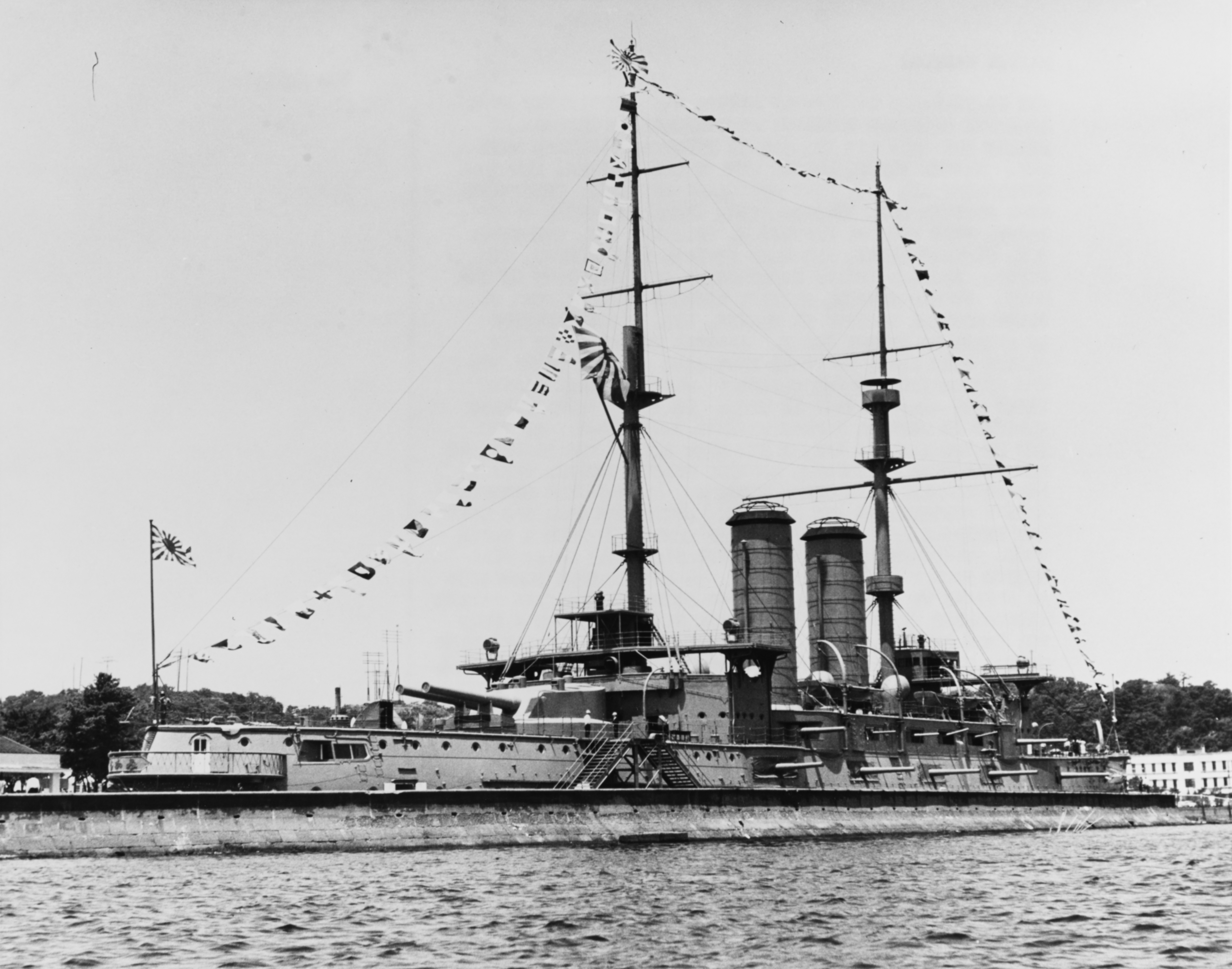
Przeddrednot po renowacji w 1961 roku

W listopadzie 1926 został przeznaczony na okręt-muzeum w Yokosuce. Po II wojnie światowej okręt uległ dewastacji, spowodowanej także okupacją amerykańską. 27 maja 1961 „Mikasa” został odrestaurowany (przy wsparciu USA). Obecnie „Mikasa” zachowany jest jako okręt-muzeum w suchym doku w Yokosuce. Obecna jednostka muzeum jest w zasadzie repliką oryginalnego okrętu.

## Dane taktyczno-techniczne

### Opancerzenie
cementowana stal Kruppa
- burty:
  - główny pas burtowy na linii wodnej: 102-229 mm
  - górny pas burtowy: 152 mm
- barbety: 203-356 mm
- wieże artylerii: 203-254 mm
- pokłady: 51 mm i 76 mm
- kazamaty: 152 mm
- stanowisko dowodzenia: 356 mm